# Ann-Marie Ekbom-Wikström
Ann-Marie Ekbom-Wikström född 24 september 1925 i Västerås, död 6 maj 2018 i Gamleby, var en svensk målare, grafiker och textilkonstnär.
Hon var dotter till civilingenjören Bertil Ekbom och Ebba Lindahl och från 1948 gift med konstnären Sture Wikström. Hon studerade vid Konstfackskolan 1945–1947 och vid École nationale supérieure des Beaux-Arts i Paris 1948–1952 samt genom självstudier under resor i Europa och Afrika. Hon fick Västerviks kommuns hedersomnämnande 1992. Separat ställde hon bland annat ut på Jönköpings museum, Galleri Jardin i Barcelona, Hudiksvalls museum, Smålands museum och på SAS samt i Los Angeles, Västerås Vadstena, Sandviken, Hultsfred och Gävle dessutom ställde hon ut med sin man ett 30-tal gånger på olika platser i landet. Hon har medverkat ett flertal gånger på Smålandssalongen i Värnamo och med Föreningen Svenska Konstnärinnor på Liljevalchs konsthall och i Västerviks sommarsalong samt i samlingsutställningar med provinsiell konst på ett flertal platser i Småland och hon var representerad i samlingsutställningar som visades i Paris och Barcelona. Bland hennes offentliga arbeten märks utsmyckningar för S:t Petri kyrka i Västervik, Baldakinen i Borås samt Simhallen, Gymnasiet och lasarettet i Västervik samt tygapplikationen Årstider i Gamleby kommunalhus och utsmyckningar i S:t Olofsgården i Köping. Hennes konst består av skogsinteriörer och landskapsskildringar från södra Europa, småländska kusten och Telemarkens fjällvärld utförda i olja, samt arbeten i gjutet glas, tyg applikationer och färglitografier. Ekbom-Wikström är representerad vid Jönköpings museum, Kalmar konstmuseum, Smålands museum, Gdansks museum i Polen, Smålands konstarkiv, Statens konstråd  Oskarshamns kommun, Halmstads kommun, Ludvika kommun och Mannaminne i Nordingrå.